# Okręg wyborczy Finchley
Okręg wyborczy Finchley powstał w 1918 r. i wysyłał do brytyjskiej Izby Gmin jednego deputowanego. Okręg obejmował miasto Finchley w hrabstwie Middlesex. Okręg został zlikwidowany w 1997 r.

## Deputowani do brytyjskiej Izby Gmin z okręgu Finchley
- 1918–1923: John Newman, Partia Konserwatywna
- 1923–1924: Thomas Robertson, Partia Liberalna
- 1924–1935: Edward Cadogan, Partia Konserwatywna
- 1935–1959: John Crowder, Partia Konserwatywna
- 1959–1992: Margaret Thatcher, Partia Konserwatywna
- 1992–1997: Hartley Booth, Partia Konserwatywna